# Windows Nashville
Windows Nashville (trước kia là Cleveland) là tên mã của một phiên bản hệ điều hành Microsoft Windows đã bị huỷ, dự kiến ra mắt năm 1996, giữa "Chicago" (Windows 95) và "Memphis" (Windows 98), cho nên công chúng hay gọi là Windows 96. Bản ra mắt hướng tới sự liên kết chặt chẽ hơn giữa Windows và Internet Explorer để cạnh tranh với Netscape Navigator.
Microsoft tuyên bố rằng Nashville sẽ thêm các tính năng tích hợp Internet cho màn hình Desktop của Windows 95 và NT 4.0, xây dựng trên các tính năng mới trong trình duyệt Internet Explorer 3.0 (ra mắt một vài tháng trước Nashville). Các tính năng bao gồm kết hợp các tính năng quản lý file và trình duyệt web, khả năng liên tục mở các tài liệu Microsoft Office từ bên trong trình duyệt Internet Explorer sử dụng công nghệ ActiveX và là một cách để đặt các trang web động trực tiếp trên desktop thay cho hình nền máy tính thường xuyên tĩnh.
Phiên bản bị rò rỉ có số phiên bản 4.10.999. Dự án cuối cùng đã bị hủy bỏ như là một phiên bản đầy đủ của Windows, Windows 95 OSR2 được ra mắt như là một phiên bản tạm thời thay thế. Tên mã "Nashville" được tái sử dụng cho các Windows Desktop Update ra mắt cùng với Internet Explorer 4.0 và cung cấp hầu hết các tính năng hứa hẹn cho Nashville. Ứng dụng PIM Athena sẽ được phát hành như Microsoft Internet Mail and News, sau đó đổi tên thành Outlook Express.
"Cleveland" là một tên mã trước đó cho "Nashville". Chicago là thành phố lớn nhất ở Illinois, Memphis là thành phố lớn nhất tại Tennessee. Nashville và Cleveland là cả hai thành phố ở Tennessee, cũng như các làng ở Illinois. Cleveland là thành phố đông dân nhất thứ hai của Ohio.